# Torps malm

Torps malm är ett skogsområde i Sorunda socken i Nynäshamns kommun, mest känt för ett gravfält på västra sidan om vägen mellan Grödby och Sorunda. Gravfältet ligger på en sandrygg i en barrskog och består av sju fornlämningar, vilka utgörs av fyra runda stensättningar, en skeppssättning och två resta stenar. 
Mest framträdande är skeppssättningen på Torps malm som är 28 meter lång och sju meter bred och därmed Södermanlands näst största skeppssättning efter Åsa domarsäte. Den består av femtio resta eller kantställda stenar som är upp till 0,9 meter höga. Den har två klart markerade stävstenar och i mitten finns en stor liggande sten. Skeppssättningen som är den äldsta anläggningen på gravfältet är troligen från yngre bronsåldern (1100-500 före Kristus). Gravfältet i övrigt antas vara från äldre järnåldern. I fornlämningsregistret registrerat som Raä 313, Sorunda socken.
Tre kilometer söder om gravfältet, vid Sorunda kyrka, ligger en storhög som är fyrtio meter i diameter och fem meter hög.